# 青葉警察署
青葉警察署（あおばけいさつしょ）は、神奈川県警察が管轄する警察署の一つ。
横浜市警察部隷下、第二方面に属する中規模警察署であり、署長は警視。識別章所属表示はNI。
管轄区域は市内屈指のベッドタウンであり、高級住宅地としても名高い、人口およそ31万人（警察署別管内居住人口第3位）が住む横浜市青葉区全域。交通の要所でもあることから、刑法犯罪、交通事故等の取扱い件数が比較的多い。
署内には地域部自動車警ら隊の青葉分駐所が併設されており、主に横浜市北西部から川崎市西部一帯の治安を担っている。また、管轄区域が東京都町田市と隣接していることから、しばしば警視庁と相互の緊急配備等が発令され、その合同訓練等も行われている。
以前は「緑北警察署」と呼ばれていた。

## 所在地
- 横浜市青葉区市ケ尾町29番地1
  - 最寄駅：東急田園都市線 市が尾駅

## 管轄区域
- 横浜市青葉区

## 沿革
- 1988年（昭和63年）4月1日 緑警察署の管轄区域を分割し、神奈川県50番目の警察署として神奈川県緑北警察署を開設。横浜市緑区の北部支所管内を管轄区域とする。（現庁舎は鉄筋コンクリート地下1階、地上4階建て）
- 1994年（平成6年）11月6日 青葉区の設置に伴い、神奈川県青葉警察署に改称。青葉区を管轄区域とするため、都筑区に編入された区域を港北警察署へ移管。

## 組織
- 署長（警視）
- 副署長（警視）
- 地域担当次長（警視）
- 警務課 - 警務係、住民相談係
- 留置管理課（平成28年度新設） - 管理係
- 会計課 - 会計係
- 生活安全課 - 防犯少年係、経済保安係
- 地域第一課 - 地域企画係、地域係
- 地域第二課 - 地域係
- 地域第三課 - 地域係

（警ら用無線自動車4台、小型警ら車2台）
- 刑事課 - 刑事総務係、強行犯係、知能犯係、盗犯係、鑑識係、暴力国際犯係、薬物銃器対策係
- 交通課 - 交通総務係、交通捜査係、交通指導係
- 警備課 - 警備係

（10課体制）

## 交番

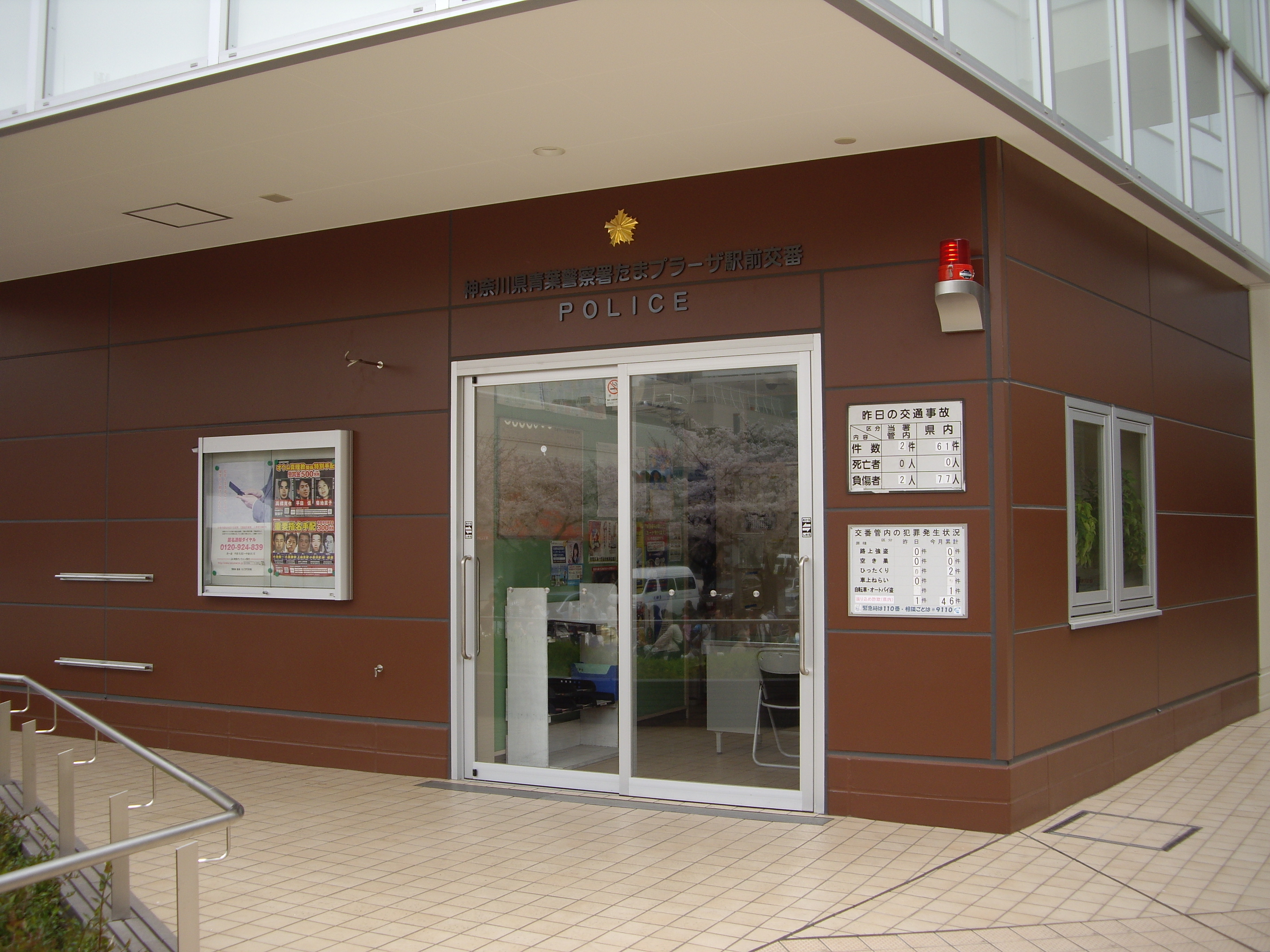
たまプラーザ駅前交番

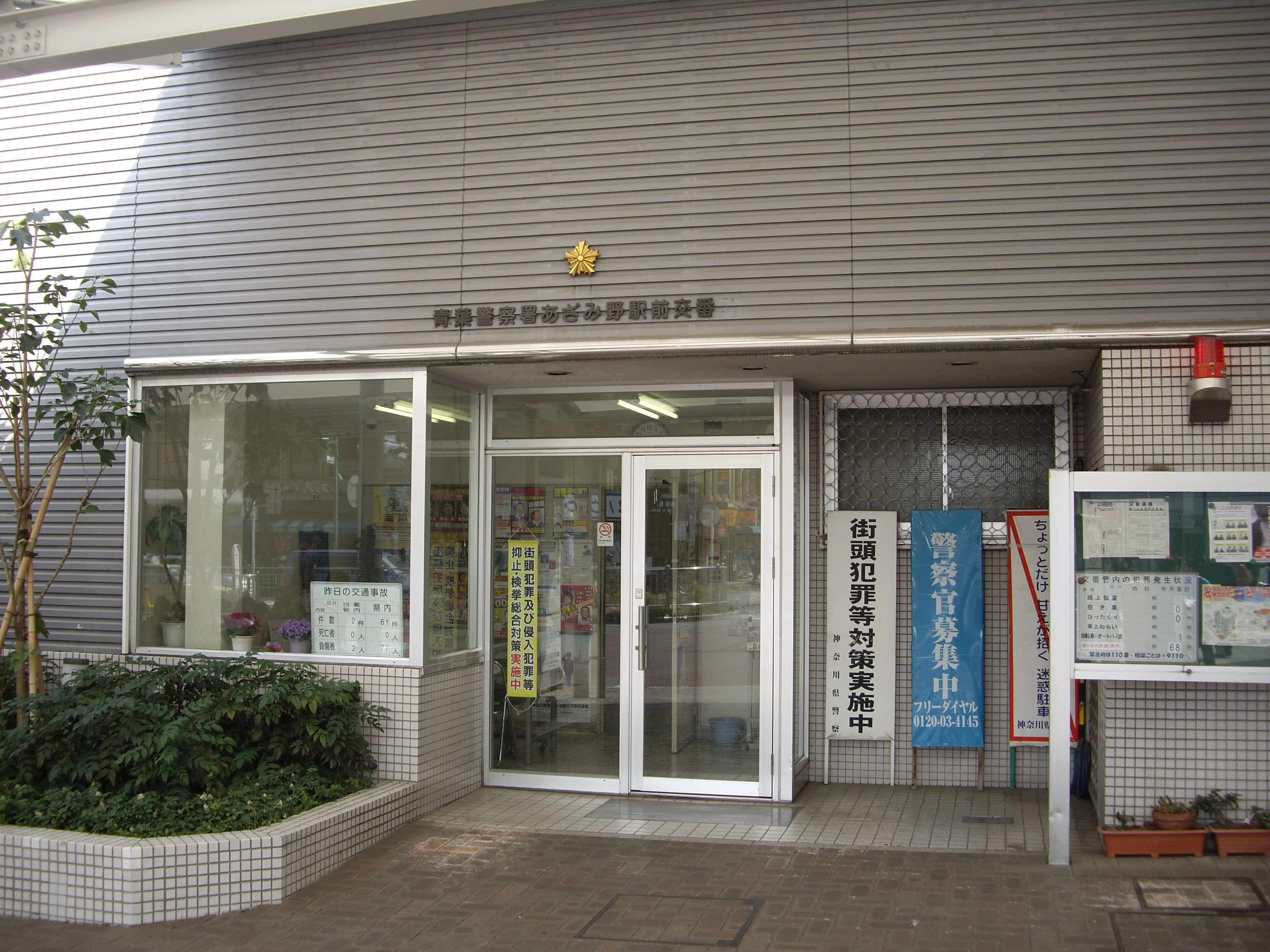
あざみ野駅前交番

- 青葉台駅前交番 - 青葉区青葉台一丁目7番地4
- 荏田町交番 - 青葉区荏田町2365番地1
- たまプラーザ駅前交番 - 青葉区美しが丘一丁目一番地3
- 藤が丘駅前交番 - 青葉区藤が丘二丁目5番地
- すすき野交番 - 青葉区すすき野二丁目6番地17
- 鉄町交番 - 青葉区鉄町695番地
- こどもの国駅前交番 - 青葉区奈良1丁目100番地（奈良町交番から移転・改名）
- あざみ野駅前交番 - 青葉区あざみ野二丁目1番地3
- 市が尾駅前交番 - 青葉区市ケ尾町1063番地4
- 鴨志田交番 - 青葉区鴨志田町813番地1
- 田奈駅前交番 - 青葉区田奈町76番地

## 自動車ナンバー自動読取装置（Nシステム）
- 青葉区荏田町（国道246号）
- 青葉区荏田西1丁目（国道246号）
- 青葉区鉄町（県道12号）
- 青葉区元石川町（県道13号）
- 青葉区美しが丘4丁目（県道13号）
- 青葉区たちばな台1丁目（県道18号）